# 祖谷口駅
祖谷口駅（いやぐちえき）は、徳島県三好市山城町下川にある、四国旅客鉄道（JR四国）土讃線の駅である。駅番号はD24。
土讃線は三縄駅と当駅間で再び吉野川を渡っており、当駅から小歩危駅までの駅は吉野川左岸側に位置する。祖谷口という駅名のとおり、付近で祖谷川が吉野川と合流しており、祖谷渓に向かう徳島県道32号の起点もある。ただし、他の道路の整備により祖谷のかずら橋や三好市西祖谷山村・東祖谷両地区への最寄駅は現在では大歩危駅である。

## 歴史
- 1935年（昭和10年）11月28日：開業[2]。
- 1970年（昭和45年）
  - 6月1日：小口扱い貨物の取り扱いを廃止[2]。
  - 10月1日：無人駅化[3]（簡易委託駅化[4]）。同時に手荷物の取り扱いを廃止し小荷物の取り扱いを到着小荷物（特別扱新聞紙に限る。）に限定[2][5]。
- 1987年（昭和62年）4月1日：国鉄分割民営化によりJR四国の駅となる[2]。
- 時期不明：簡易委託解除。

## 駅構造

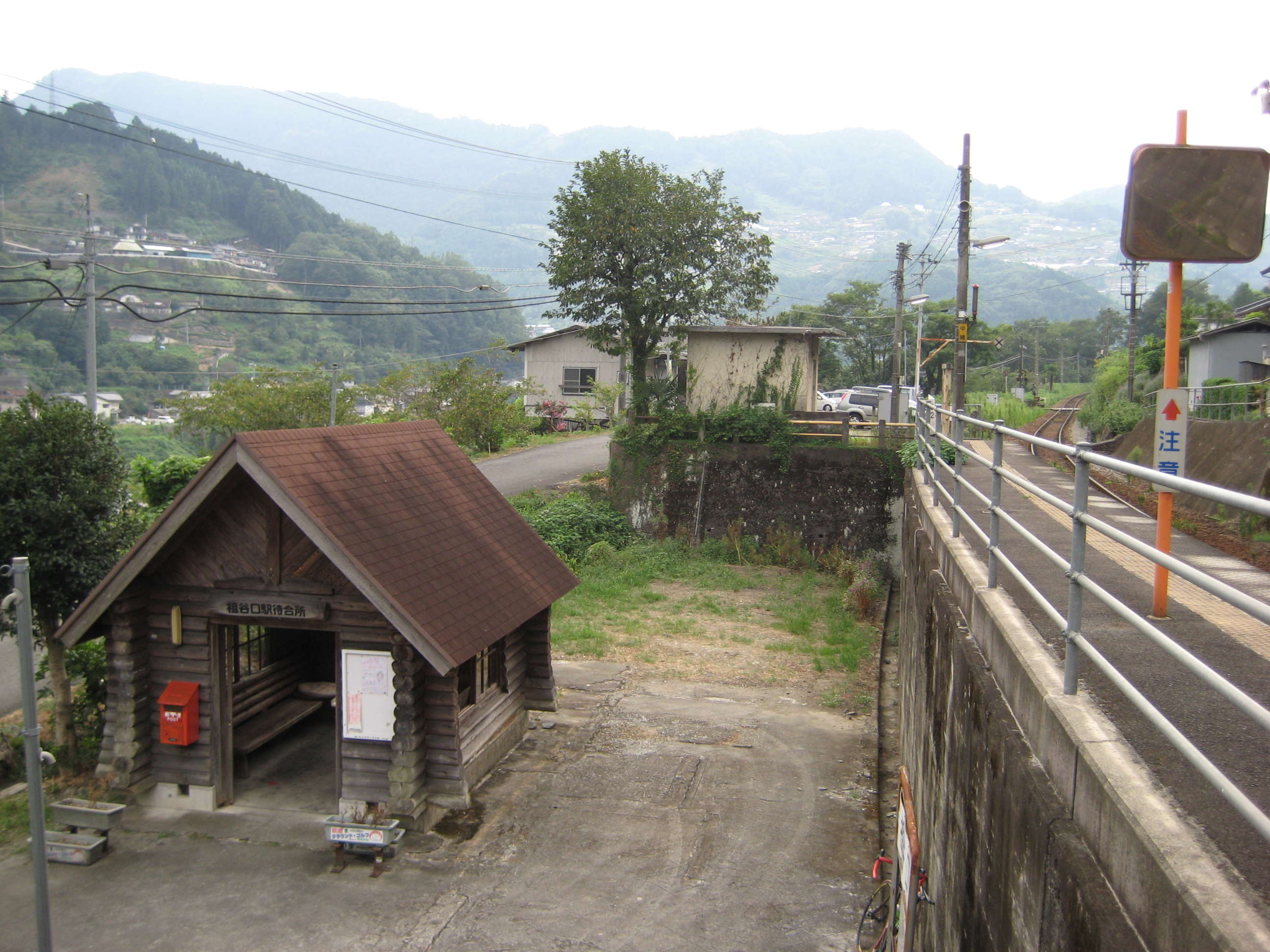
駅ホームと待合所（2007年9月）

単式ホーム1面1線の交換不能駅である。以前はホームから階段を下ったところに駅舎があったが、JR四国に移管時に取り壊された。現在はその跡にログハウス風の待合所がある。この建物は、三好市合併以前、徳島県池田町と山城町が地元住民の要望により設置したものである。駅前の商店に切符の販売を委託する簡易委託駅となっていたが、2017年3月時点で委託は解除されている。

## 駅周辺
- 三好市百年蔵
- 松尾川温泉（南東に約8km） - 四国では珍しい、源泉かけ流しの一軒宿がある。
- 徳島県道270号一宇祖谷口停車場線
- 国道319号
- 祖谷渓
- 吉野川

### バス路線
国道319号沿いに「祖谷口」停留所があり、下記の各路線が発着する。
四国交通
- 祖谷線
  - 阿波池田バスターミナル / 久保（久保方面の一部便は途中のかずら橋で乗り換え）

※元日は全便運休。
三好市営バス
- 下川・大和川周回線
  - 川口駅前

※内回り・外回りが混在する。内回りの一部と外回りの全便は影止り。
- 山城線
  - 三好病院玄関前 / 茂地
- 出合線
  - 三好病院玄関前 / であい（出合）

## 隣の駅
四国旅客鉄道（JR四国）
■土讃線
■普通
三縄駅 (D23) - 祖谷口駅 (D24) - 阿波川口駅 (D25)